# Provider Independent Address Space
Provider Independent Address Space (PI-Adressraum) sind Blöcke von Internet-Protokoll-Adressen, die von einer Regional Internet Registry (RIR) direkt an einen Endnutzer vergeben werden, ohne noch von einem Internetdienstanbieter für die Adressvergabe abhängig zu sein.
Dies bietet dem Inhaber die Möglichkeit den Service Provider zu wechseln, ohne die zugewiesenen IP-Adressen ändern zu müssen, oder sogar mehrere Service-Provider gleichzeitig in einer Multihoming-Konfiguration nutzen zu können. Andererseits vergrößert dies die Granularität der Adressräume, da Teilnehmernetze nicht noch durch Internetdienstanbieter in große Adressbereiche (PA-Adressraum) zusammengefasst werden. Dies verursacht Probleme beim Routing der einzelnen Adressbereiche, wie im Classless Inter-Domain Routing (CIDR) beschrieben, da nicht sichergestellt werden kann, dass ein kleiner PI-Adressraum (also in der Regel ein Netz mit einer Präfixlänge größer 24) in allen Teilen des Internets geroutet wird.
PI-Adressraum für IPv4 ist zumindest für Deutschland durch die zuständige Registrierungsstelle RIPE nicht mehr erhältlich.